# مسرح إمباسي (مدينة نيويورك)
مسرح إمباسي، المعروف أيضًا باسم مسرح إمباسي 1، هو مسرح سينمائي سابق في 1560 برودواي، على طول ميدان تايمز في حي ميدتاون مانهاتن في مدينة نيويورك. صممه توماس دبليو لامب، وافتتح المسرح في عام 1925م في الطابق الأرضي من 1560 برودواي، مقر جمعية إنصاف الممثلين . بينما لم تعد تستخدم كمسرح، يتم الاحتفاظ بالمساحة كمعلم معين في مدينة نيويورك، وتستمر في العمل كمتجر.

## وصف
مسرح إمباسي هو جزء من مبنى إنصاف الممثلين في 1560 برودواي. يقع المبنى على الجانب الشرقي من شارع Seventh Avenue بين شارعي 46 و 47، بمنطقة المسارح في ميدتاون مانهاتن بمدينة نيويورك. وتواجه ساحة دافي، الطرف الشمالي لميدان تايمز سكوير. يتاخم مبنى حقوق الممثلين مبنى إسرائيل ميلر. إلى الجنوب ومسرح القصر في الشمال. الأرض الواقعة تحت المبنى مملوكة لشركة Actors Equity، في حين أن المبنى نفسه مملوك لشركة GFP. المسرح هو جزء من مساحة البيع بالتجزئة في المبنى، والتي تؤجرها SL Green من GFP. 

### ردهات

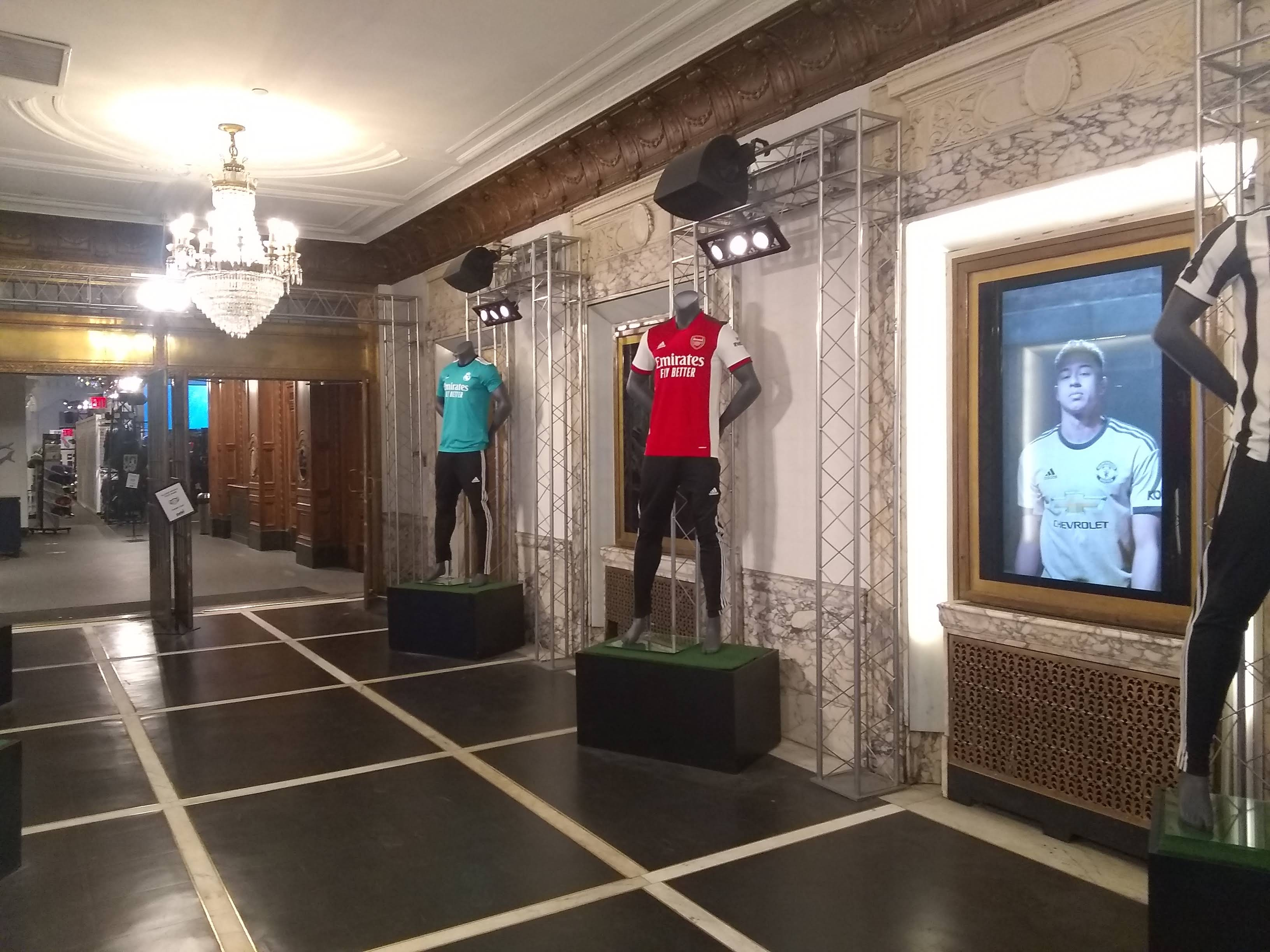
عرض أسفل الردهة الخارجية

تم تعديل دهليز مدخل المسرح عدة مرات منذ افتتاحه.  هناك ردهتان: ردهة خارجية مع زخرفة رخامية وردهة داخلية مع أعمال خشبية.  تبلغ مساحة الردهة الخارجية 40 قدم (12 م) طويلة وتربط بهو مدخل المسرح والردهة الداخلية. تؤدي الردهة الداخلية إلى ما كان في الأصل القاعة. مساحات الردهة متشابهة في تفاصيل التصميم. 